# ロドニー・デイヴィス
ロドニー・デイヴィス（Rodney Davies、1989年5月18日 - ）は、オーストラリアのラグビーユニオン選手、ラグビーリーグ選手。

## プロフィール
- オーストラリア・ロックハンプトン出身[1]。
- ポジションはウィング(WTB)、フルバック(FB)。
- 身長 180cm、体重 90kg
- かつてはラグビーリーグの選手だった[2]。
- U20オーストラリア代表に選ばれたことがある[3]。
- オーストラリア代表キャップは1（2020年8月現在）。
- 7人制オーストラリア代表に選ばれたことがある[4]。

## 略歴
レッズ、ビアリッツを経て、2016年、三菱重工相模原ダイナボアーズに加入。同年9月11日に行われたジャパントップイーストリーグDiv.1第1節の日本IBMビッグブルー戦に先発出場で日本での公式戦初出場を果たす。
2018年、三菱重工相模原ダイナボアーズを退団後、同年、フォースに加入。